# X Геркулеса
X Геркулеса (лат. X Herculis, HD 144205) — двойная звезда* в созвездии Геркулеса на расстоянии приблизительно 472 световых лет (около 145 парсек) от Солнца. Видимая звёздная величина звезды — от +8,6m до +7,5m.

## Характеристики
Первый компонент (HD 144205A) — красный гигант, пульсирующая полуправильная переменная звезда типа SRB (SRB) спектрального класса M6III, или M6e, или M6, или M7, или M8III*, или M8, или Mc. Масса — около 1,13 солнечной, радиус — около 361,604 солнечных, светимость — около 1358,066 солнечных. Эффективная температура — около 3300 K.

## Планетная система
В 2019 году учёными, анализирующими данные проектов HIPPARCOS и Gaia, у звезды обнаружена планета.